# کوخانوف (ناحیه هاولیتشکوف برود)
کوخانوف (به چکی: Kochánov) یک منطقهٔ مسکونی در جمهوری چک است که در ناحیه هاولیتشکوف برود واقع شده‌است. کوخانوف ۳٫۰۵ کیلومتر مربع مساحت و ۱۵۱ نفر جمعیت دارد و ۵۲۶ متر بالاتر از سطح دریا واقع شده‌است.